# Reprezentacja Singapuru w hokeju na lodzie mężczyzn
Reprezentacja Singapuru w hokeju na lodzie mężczyzn – kadra zawodników reprezentujących Singapur w hokeju na lodzie. Jest członkiem IIHF.

## Historia
Reprezentacja Singapuru zagrała swój pierwszy oficjalny turniej 2008 w Azjatyckim Pucharze Challenge IIHF. Zajęli w nim piąte na sześć uczestników. W 2009 Singapur ponownie uczestniczył w tym turnieju. W meczu o piąte miejsce przegrali z Mongolią 1:5. Rok później drużyna zajęła dziewiąte miejsce. Kolejne spotkania reprezentacja rozegrała w 2013 roku. W turnieju odbywającym się w Bangkoku uczestnicząc w słabszej grupie B przegrała trzy spotkania, pokonując jedynie Indie przez nie awansowała do ćwierćfinałów rozgrywek, zajmując w klasyfikacji końcowej dziewiąte miejsce. W 2014 roku drużyna uczestniczyła w rozgrywkach pierwszej dywizji. W fazie grupowej zajęła drugie miejsce, po czym w półfinale drużyna przegrała z Makau po rzutach karnych. W meczu o trzecie miejsce Singapur pokonał Indie 5:3.

## Sukcesy

### Azjatycki Puchar Challenge IIHF
- 2008 - 5. miejsce
- 2009 - 6. miejsce
- 2010 - 9. miejsce
- 2013 - 9. miejsce
- 2014 - 9. miejsce (3. miejsce w I Dywizji)

## Mecze
| Drużyna                      | M | Z | R | P | +  | – |
| ---------------------------- | - | - | - | - | -- | - |
| Makau                        | 2 | 2 | 0 | 0 | 10 | 1 |
| Indie                        | 1 | 1 | 0 | 0 | 5  | 0 |
| Tajlandia                    | 1 | 1 | 0 | 0 | 1  | 0 |
| Hongkong                     | 2 | 0 | 1 | 1 | 1  | 2 |
| Chińskie Tajpej              | 1 | 0 | 0 | 1 | 1  | 2 |
| Malezja                      | 1 | 0 | 0 | 1 | 1  | 2 |
| Zjednoczone Emiraty Arabskie | 1 | 0 | 0 | 1 | 2  | 4 |
| Mongolia                     | 1 | 0 | 0 | 1 | 1  | 5 |